# Popoli
Popoli is een gemeente in de Italiaanse provincie Pescara (regio Abruzzen) en telt 5607 inwoners (31-12-2004). De oppervlakte bedraagt 34,3 km², de bevolkingsdichtheid is 164 inwoners per km². Een deel van het grondgebied ligt binnen de grenzen van het Nationaal Park Majella.

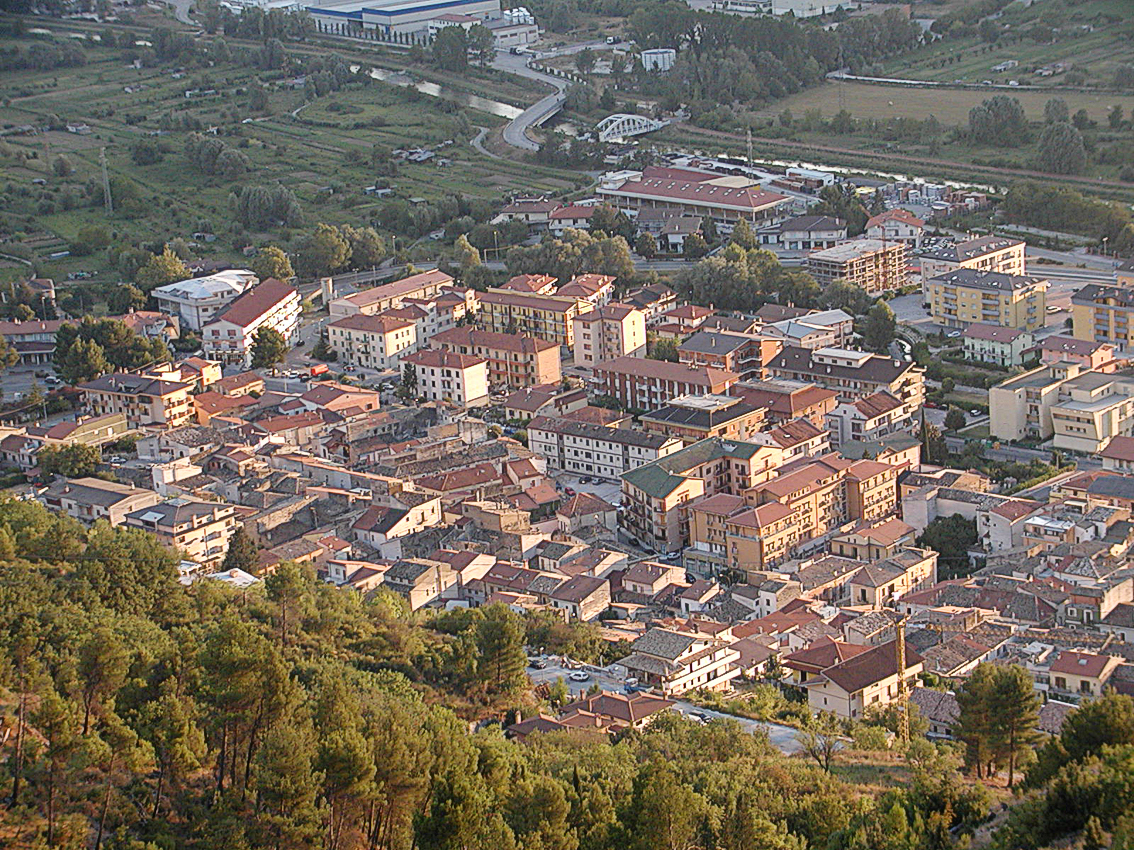
Popoli
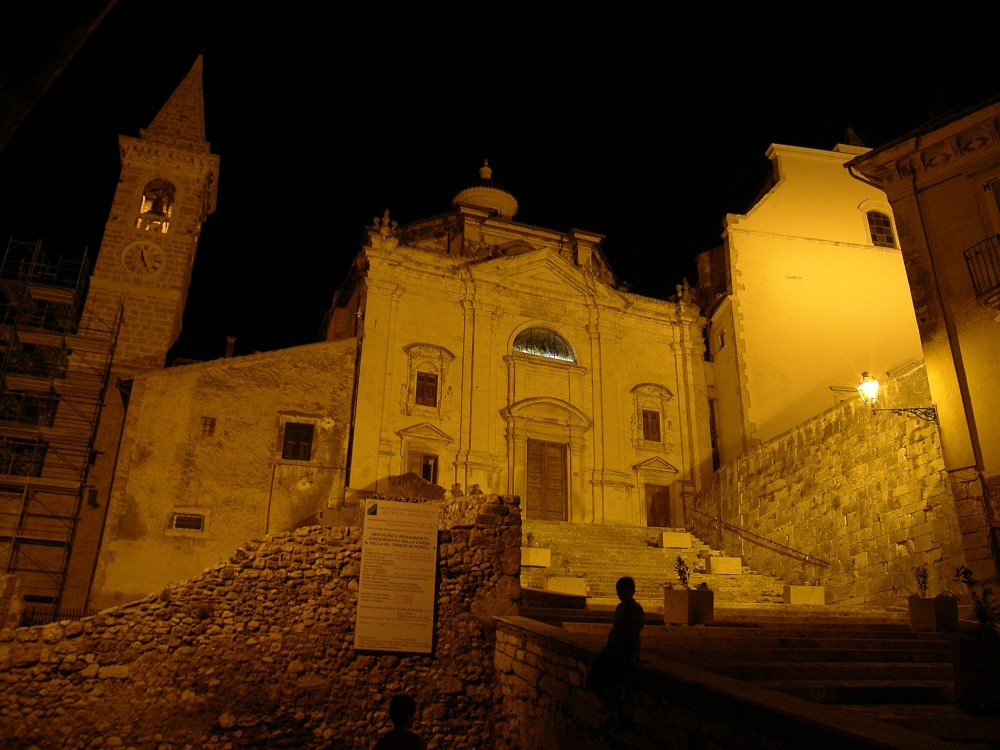
Centrum van Popoli bij nacht
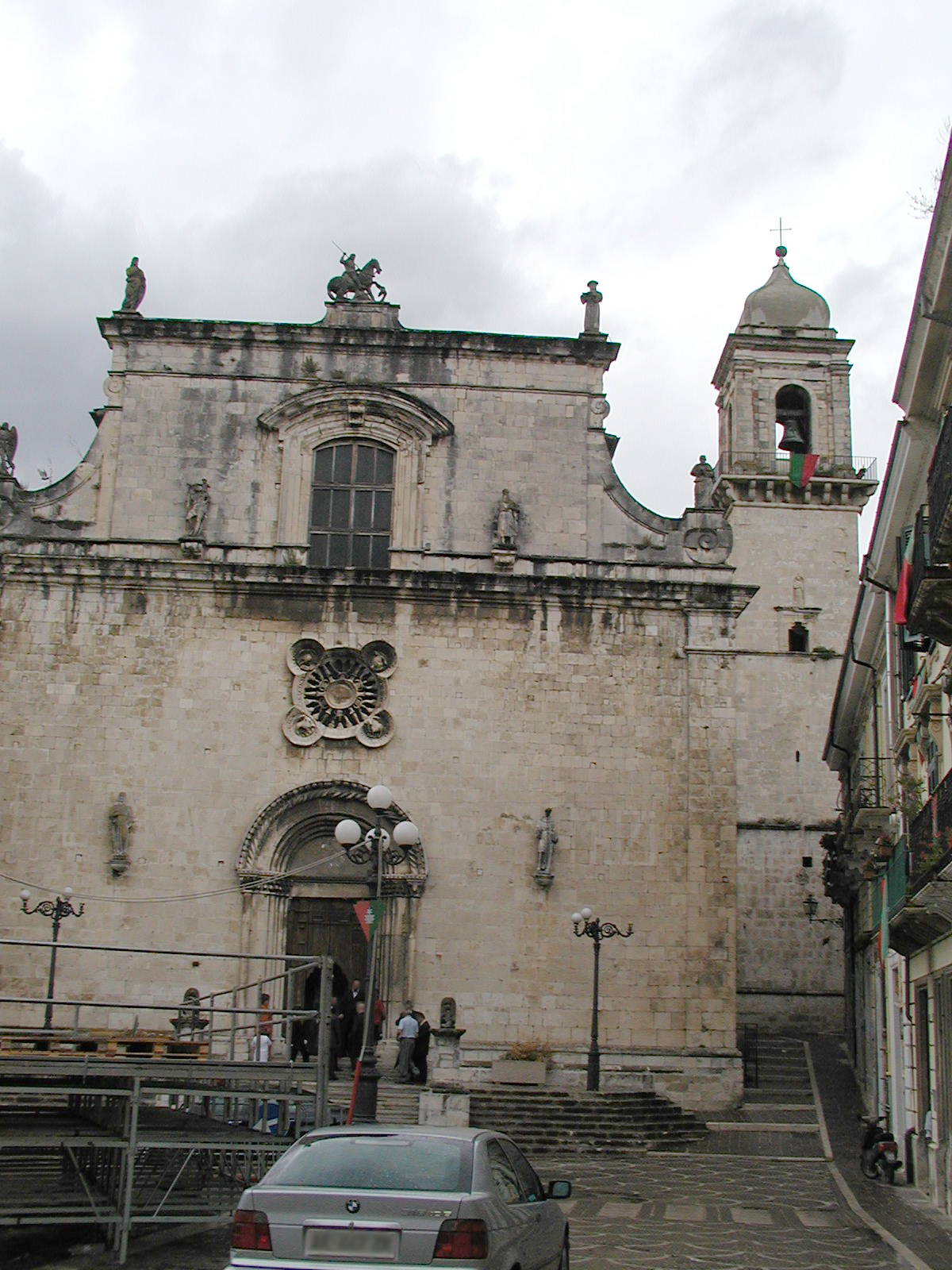
Kerk van St Franciscus

## Demografie
Popoli telt ongeveer 2239 huishoudens. Het aantal inwoners daalde in de periode 1991-2001 met 3,3% volgens cijfers uit de tienjaarlijkse volkstellingen van ISTAT.
| Jaar | Inwoneraantal |
| ---- | ------------- |
| 1991 | 5755          |
| 2001 | 5566          |

## Geografie
Popoli grenst aan de volgende gemeenten: Bussi sul Tirino, Collepietro (AQ), Corfinio (AQ), San Benedetto in Perillis (AQ), Tocco da Casauria, Vittorito (AQ).
Abbateggio · Alanno · Bolognano · Brittoli · Bussi sul Tirino · Cappelle sul Tavo · Caramanico Terme · Carpineto della Nora · Castiglione a Casauria · Catignano · Cepagatti · Città Sant'Angelo · Civitaquana · Civitella Casanova · Collecorvino · Corvara · Cugnoli · Elice · Farindola · Lettomanoppello · Loreto Aprutino · Manoppello · Montebello di Bertona · Montesilvano · Moscufo · Nocciano · Penne · Pescara · Pescosansonesco · Pianella · Picciano · Pietranico · Popoli · Roccamorice · Rosciano · Salle · San Valentino in Abruzzo Citeriore · Sant'Eufemia a Maiella · Scafa · Serramonacesca · Spoltore · Tocco da Casauria · Torre de' Passeri · Turrivalignani · Vicoli · Villa Celiera
1. ↑  https://demo.istat.it/?l=it.